# ای‌آی‌دی‌سی اف-سی‌کی-۱ چینگ‌کو

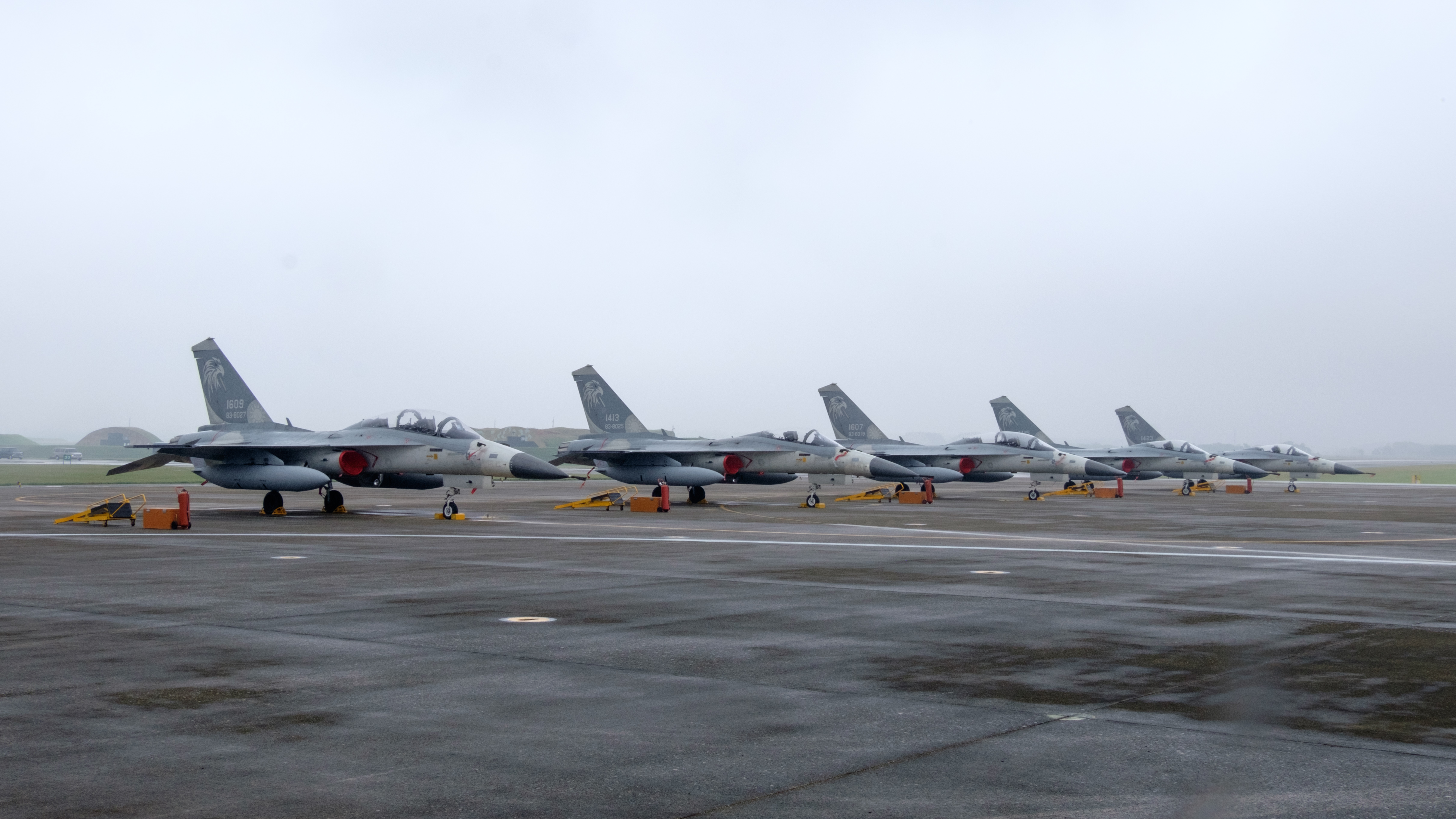
۵ فروند اف-سی‌کی-۱ چینگ‌کو از بال هوایی ۴۲۷ مستقر در پایگاه هوایی چینگ چوان کانگ

ای‌آی‌دی‌سی اف-سی‌کی-۱ چینگ کو (چینی: 經國號戰機; پین‌یین: Jīngguó Hào Zhànjī)، که معمولاً به عنوان جنگنده دفاعی بومی (ای. دی. اف) نیز شناخته می‌شود، یک هواپیمای جنگی چند منظوره است که به نام چیانگ چینگ-کو، رئیس‌جمهور فقید جمهوری چین (تایوان) نامگذاری شده است. این هواپیما اولین پرواز خود را در سال ۱۹۸۹ انجام داده و در سال ۱۹۹۲ وارد خدمت نیروی هوایی جمهوری چین (تایوان) گردید. از این هواپیما ۱۳۰ فروند تا سال ۱۹۹۹ تولید شد.
تایوان برنامه جنگنده دفاعی بومی (آی‌دی‌اف) را زمانی آغاز کرد که ایالات متحده به دنبال فشار دیپلماتیک جمهوری خلق چین از فروش جنگنده‌های اف-۲۰ تایگرشارک و اف-۱۶ فایتینگ فالکون به آن دولت خودداری نمود؛ بنابراین تایوان تصمیم به توسعه یک جت جنگنده بومی پیشرفته، را اتخاد نمود. شرکت توسعه صنایع هوافضا (ای‌آی‌دی‌سی)، مستقر در تایچونگ، تایوان، جنگنده دفاعی بومی (آی‌دی‌اف) را طراحی و تولید نمود.

## توسعه

### خاستگاه
بررسی‌های اولیه برای جایگزین نمودن ناوگان اف-۵ و اف-۱۰۴ در خدمت نیروی هوایی جمهوری چین (تایوان)، منجر به تعریف طرح جنگنده بومی ایکس‌اف-۶ گردید. بعدها و در طی سالهای ۱۹۷۰، این طرح به ینگ یانگ تغییر نام یافت. پس از آنکه ایالات متحده آمریکا روابط رسمی خود را با جمهوری خلق چین برقرارنموده و به معاهده دفاع متقابل با دولت تایوان پایان داد، چیانگ چینگ-کو رئیس‌جمهور وقت تایوان، تصمیم گرفت تا صنایع دفاعی بومی را گسترش دهد. در ۲۸ اوت ۱۹۸۰و در راستای این سیاست، وی به دستوری را برای طراحی جنگنده رهگیر بومی به شرکت توسعه صنایع هوافضا (ای‌آی‌دی‌سی) صادرنمود. در ابتدا نیروی هوایی تایوان اولویت پروژه ایکس‌اف-۶ را به دلیل ریسک بالای آن طرح، پس از هواپیمای تهاجمی تک سرنشینه ایکس‌ای-۳ لِی مینگ در نظر گرفت.
امضای بیانیه مشترک ایالات متحده و جمهوری خلق چین در سال ۱۹۸۲، فروش جنگ‌افزارها را به تایوان محدود نمود؛ بنابراین ایالات متحده از فروش جنگنده‌های جنرال داینامیکس اف-۱۶ فایتینگ فالکن و نورثروپ اف-۲۰ تایگرشارک (که عمدتاً برای رفع نیازهای دفاع ملی تایوان برای یک جت جنگنده پیشرفته که آن را جایگزین ناوگان جنگنده‌های اف-۵ قدیمی خود نماید، توسعه یافته بود)، خودداری نمود. این موضوع به تضمینی برای تداوم پروژه جنگنده بومی تایوانی تبدیل گردید. اگرچه رئیس‌جمهور وقت ایالات متحده رونالد ریگان با اکراه پیشنهاد مشاوران خود مبنی بر ایجاد روابط با جمهوری خلق چین برای مقابله با اتحاد جماهیر شوروی را پذیرفت، ریگان تصمیم گرفت که بیانیه ۱۹۸۲ ایالات متحده-جمهوری خلق چین را با "شش تضمین" به تایوان متعادل نماید. این امر درها را برای انتقال فناوری و کمک‌های ایالات متحده به صنایع دفاعی تایوان، از جمله پروژه جنگنده دفاعی بومی (آی‌دی‌اف)، گشود.

### فاز طراحی

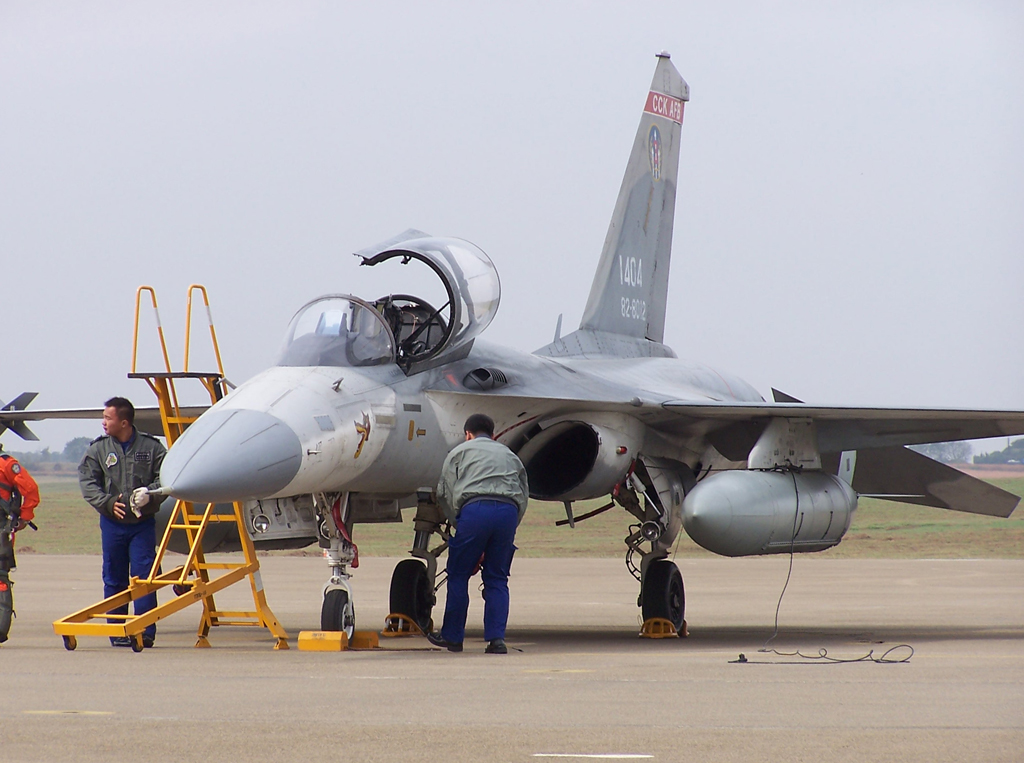
مدل پیش تولیدی اف-سی‌کی-۱ای

در می ۱۹۸۲ و پس از شکست نیروی هوایی جمهوری چین (تایوان) در خرید جنگنده‌های جدید از ایالات متحده در نتیجه فشار دیپلماتیک جمهوری خلق چین، ای‌آی‌دی‌سی به‌طور رسمی پروژه توسعه آی‌دی‌اف راآغاز نمود. این پروژه که آن-هسیانگ (安翔، پرواز ایمن) نام گرفت، تحت مدیریت هسی-چون مایک هوا (که بعداً به عنوان پدر جنگنده دفاعی بومی (آی‌دی‌اف) شناخته شد)، قرار گرفت، پروژه در در سال ۱۹۸۳ به چهار بخش تقسیم شد:
- ینگ-یانگ (鷹揚): "عقاب بلند پرواز" توسعه بدنه هواپیما، همکاری با جنرال داینامیکس.
- یون هان (雲漢): "کهکشان" توسعه موتور هواپیما. همکاری با گرت (امروزه بخشی از هانی‌ول).
- تیِن لِی (天雷): "تُندر". توسعه سامانه‌های اویونیک باهمکاری صنایع اسمیتز، با برخی از قطعات که مستقیماً از لیرآسترونیکس (امروزه یکی از زیرمجموعه‌های بی‌ای‌ئی)، لایتون (امروزه یکی از شرکت‌های تابعه نورثروپ گرامن) و مارتین-بیکر خریداری شده‌اند.
- تیِن چیِن (天劍): "شمشیر آسمانی". توسعه موشک‌های هوا به هوا.

#### یون هان: کاوش برای موتور
صادرات موتورهای پیشرفته مانند جنرال الکتریک اف۴۰۴ یاپرت اند ویتنی اف۱۰۰ به تایوان امکان‌پذیر نبود و هر دو موتور جنرال الکتریک جِی۸۵ و جنرال الکتریک جِی۷۹ در عملکرد خود نامناسب تلقی شدند و اکثر شرکت‌های موتور اروپایی و آمریکایی از همکاری با تایوان خودداری کردند. سرمایه‌گذاری مشترک با گرت تنها راه حل عملی برای این مسئله شد.
در سال ۱۹۷۸، به دنبال موفقیت موتور توربوفن تی‌اف‌ئی۷۳۱، شرکت موتور سازی آمریکایی گَرت تحقیقات مشترکی را در مورد پس سوز تی‌اف‌ئی۱۰۴۲ را با شرکت سوئدی ولوو فلیگ موتور به انجام رسانید.تی‌اف‌ئی۷۳۱ مدل ۱۰۴۲ یک موتور نظامی منشعب شده از مدل تجاری تی‌اف‌ئی ۷۳۱ می‌باشد که یک
نسبت کنار گذر(به انگلیسی: Bypass ratio) پائینی را تولید کرده و می‌تواند پیشرانه کارآمد، قابل اعتماد و مقرون را به صرفه برای نسل بعدی هواپیماهای تهاجمی سبک و آموزشی پیشرفته را با نیروی رانش ۴٬۲۶۰ پوند-نیرو (۱۸٫۹ کیلو نیوتون) و ۶٬۷۹۰ پوند-نیرو (۳۰٬۲کیلونیوتون) با پس سوز را تأمین نماید. پس از مذاکره اولیه، مقرر شد تا سرمایه‌گذاری بین گرت، ولوو، ای‌آی‌دی‌سی و شرکت ایتالیایی پیاجو تقسیم شود. این توسعه شامل گونه تی‌اف‌ئی۱۰۴۲–۶ بدون پس سوز را برای هواپیماهای تهاجمی سبک و آموزشی پیشرفته و گونه تی‌اف‌ئی۱۰۴۲–۷ برای ای‌ام‌ایکس یا برای ارتقای اف-۵ بود. ای‌آی‌دی‌سی همچنین ارتقای تی‌اف‌ئی۱۰۴۲–۷ را به ۸٬۰۰۰ پوند-نیرو (۳۶ کیلونیوتن) رانش را در یک آرایش نصب دو موتوره به منظور رقابت با جی‌ئی اف-۴۰۴ پیشنهاد نمود. با این حال، پروژه ساب-۳۹ گریپن تصمیم گرفت تا با پیشرانه یک موتوراف ۴۰۴ به توسعه خود ادامه دهد و پیاجیو به دلیل نگرانی‌های مالی درخواست کرد تا در موقعیت‌های بعدی در این سرمایه‌گذاری مشارکت نماید.
آی‌ای‌ئی‌سی موتور تی‌اف‌ئی۱۰۷۲–۷ را به‌طور کامل به تی‌اف‌ئی۱۰۴۲–۷۰ بازطراحی نمود – برای مثال، نسبت کنارگذر از ۰٫۸۴ به ۰٫۴ تغییر کرد و سرمایه‌گذاری از ۱۸۰ میلیون دلار به حدود ۳۲۰ میلیون دلار افزایش یافت. با این حال، برای جلوگیری از فشارهای جمهوری خلق چین، دولت ایالات متحده از همه شرکت‌های آمریکایی که با تایوان در پروژه (آی‌دی‌اف) همکاری نمودند، خواسته بود که این همکاری‌ها کمرنگ بمانند؛ بنابراین، این تصور که «تی‌اف‌ئی۱۰۴۲ صرفاً موتور غیرنظامی تی‌اف‌ئی۷۳۱ با پس سوز است» هرگز به‌طور کامل از بین نرفت.
در سال ۱۹۸۵، بازنگری اولیه طراحی (آی‌دی‌اف) برخی کمبودها را در عملکرد مورد نیاز را نشان داد و مشخص شد که ارتقاء رانش موتور تا ۱۰ درصد ساده‌ترین راه حل برای مشکل مورد اشاره است. با توجه به محدودیت‌های اعمال شده آمریکا بر مجوز صادرات، آی‌تی‌ئی‌سی از سامانه کنترل کامل دیجیتال موتور (اف‌ای‌دی‌ئی‌سی) برای محدود نمودن مصنوعی نیروی رانش زیر یک ارتفاع خاص استفاده نمود (محدودیت اعمال شده آمریکا تا سال ۱۹۹۰ برداشته نشد). اگرچه این ارتقا اساساً از پیکربندی تی‌اف‌ئی۱۰۸۸–۱۱ استفاده می‌نمود، اما برای کاهش تداخل سیاسی، آی‌تی‌ئی‌سی نسخه اصلی و با رانش کمتر را به تی‌اف‌ئی۱۰۴۲-ایکس ۷۰ تغییر نام داد و نام تی‌اف‌ئی۱۰۴۲–۷۰ را برای نسخه ارتقا یافته حفظ نمود.
در سال ۱۹۸۸، آی‌تی‌ئی‌سی تصمیم گرفت در موتور تی‌اف‌ئی۱۰۸۸–۱۲ با رانش ۱۲٬۰۰۰ پوند-نیرو (۵۳ کیلو نیوتن) سرمایه‌گذاری کند که به دلایل سیاسی نیز مجدداً با نام تی‌اف‌ئی۱۰۴۲–۷۰ای معرفی شد. مطالعات اولیه نشان داده بود که (آی‌دی‌اف) می‌توانست با موتور جدید پرواز ابرپیمایشی داشته باشد. در همان زمان، جنرال الکتریک آویشن تصمیم گرفت تا با جی۱۰۱/اس‌اف، نسخه مشابه و کوچکترشده اف ۴۰۴، وارد بازار شود. با این حال، پس از اینکه سفارش (آی‌دی‌اف) به دلیل نگرانی‌های بودجه به نصف کاهش یافت، طرح ارتقاء موتور موتور تی‌اف‌ئی۱۰۸۸–۱۲ نیز به پایان رسید.

#### ینگ-یانگ: طراحی ایرودینامیک

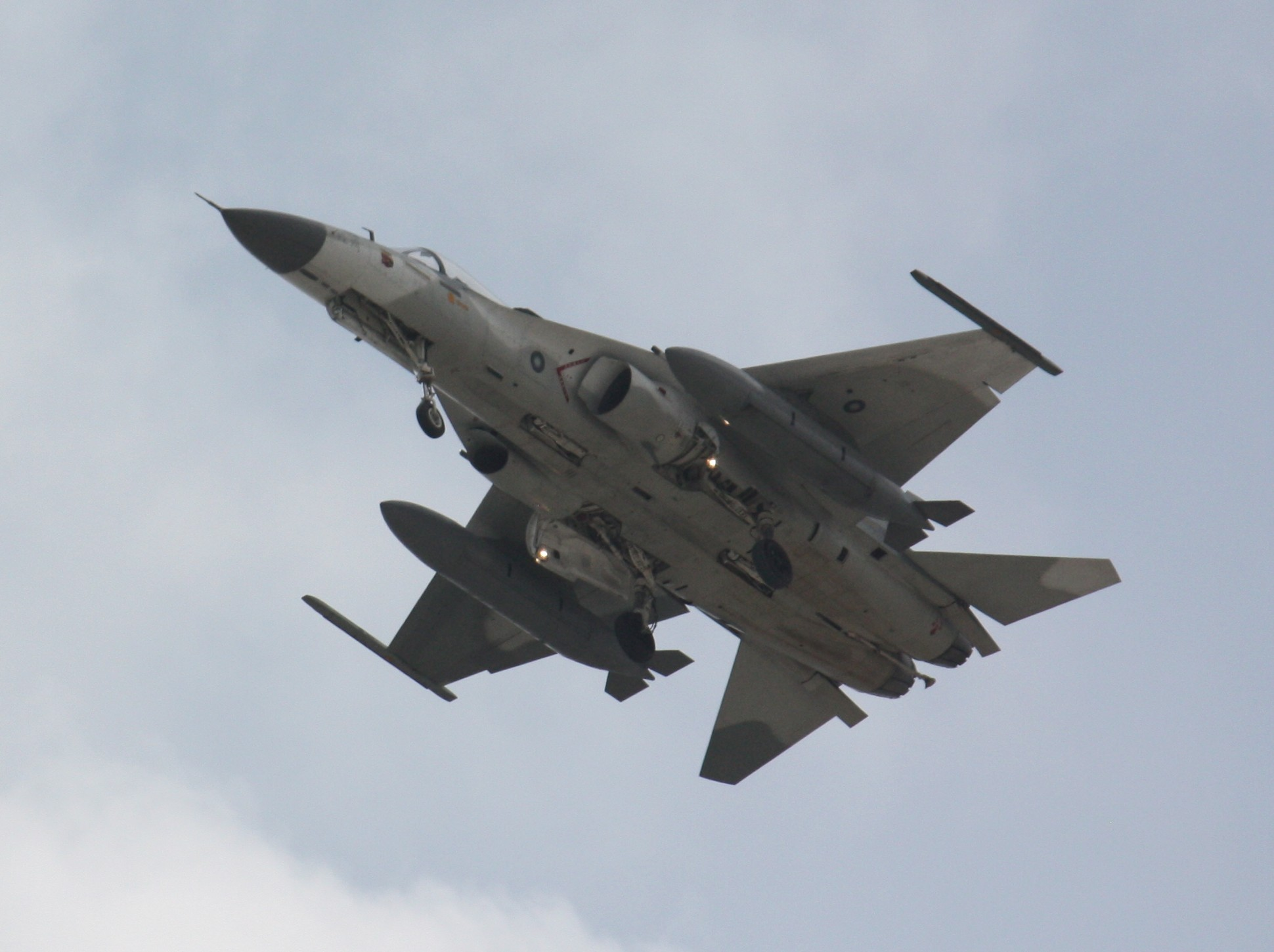
درحال فرود در فرودگاه تاینان

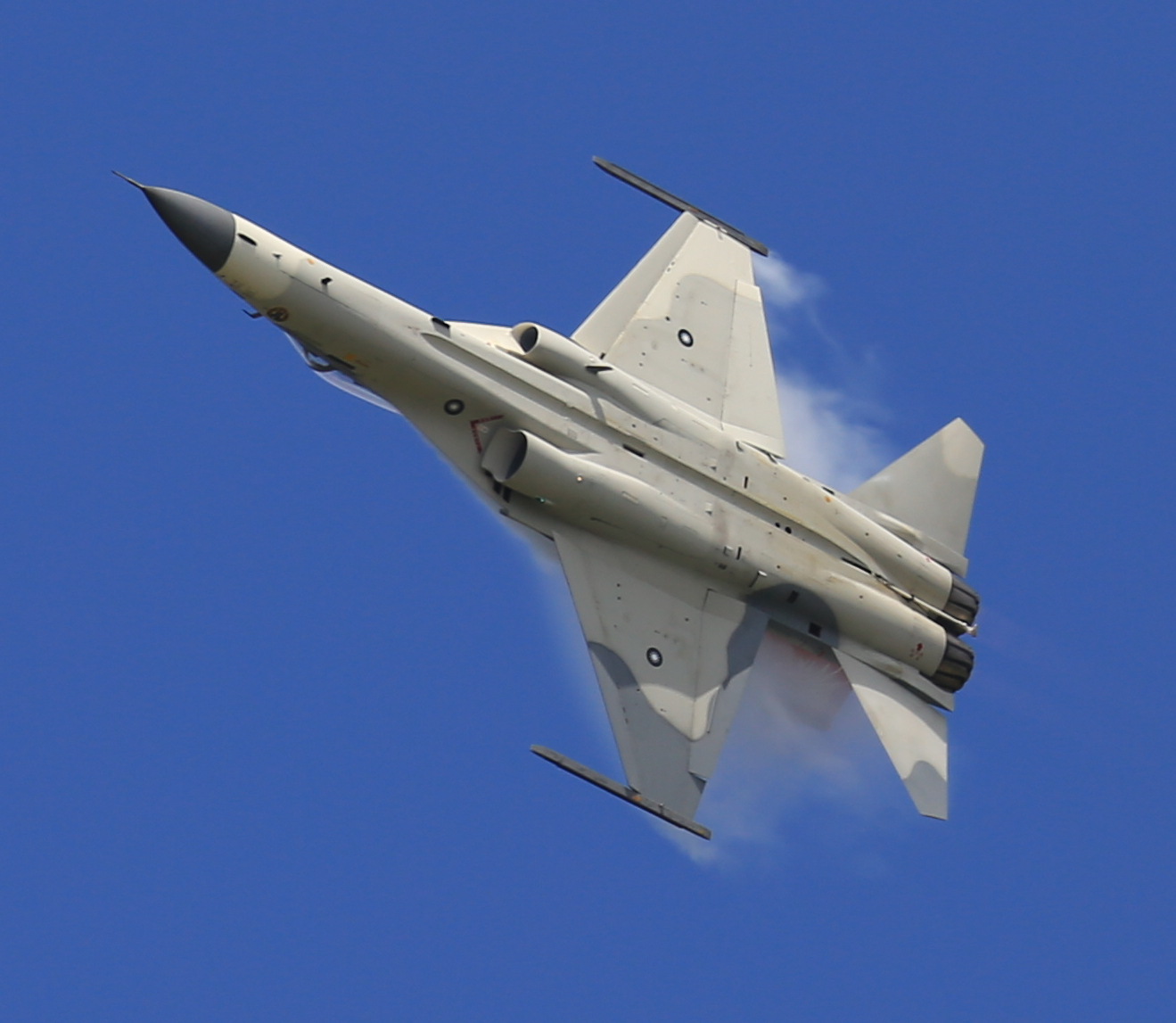
ای‌آی‌دی‌سی اف-سی‌کی-۱ چینگ‌کو در حال پرواز

همکاری بین ای‌آی‌دی‌سی و جنرال داینامیکس به چهار مرحله تقسیم شد:
- جنرال داینامیکس مشخصات و عملکرد مورد نیاز هواپیمای در خواستی نیروی هوایی جمهوری چین (تایوان) را تجزیه و تحلیل نمود.
- تایوان گزارش‌های تهیه شده توسط جنرال داینامیکس را ارزیابی نموده و بین طرح اصلی ای‌آی‌دی‌سی و طرح جدید جنرال داینامیکس انتخاب کرد.
- ای‌آی‌دی‌سی پرسنل خود را برای مرحله طراحی مقدماتی به جنرال داینامیکس فرستاد.
- جنرال داینامیکس برای تکمیل پروژه پرسنلی را به تایوان فرستاد.

مساعدت جنرال داینامیکس به این پروژه توسط کنترل صادرات تسلیحات وزارت امور خارجه ایالات متحده محدود شده، و همکاری جنرال داینامیکس را تنها به مشاوره طراحی اولیه محدود نموده، و آن شرکت می‌بایست در توسعه، تولید یا بازاریابی با طرف تایوانی همکاری نداشته باشد.
بسیاری از طراحی‌های مفهومی گوناگون برای بدنه هواپیما مورد بررسی قرار گرفت (مانند ایکس ایکس-۲۰۱ با خروجی موتور۲ بعدی برای جهت‌دهی رانش،طرح ۴۰۱ با دو بال دلتا/دو دم). پس از اینکه موتور جنرال الکتریک جی-۷۹ رسماً به عنوان راه حل بالقوه برای پیشرانه هواپیما در سال ۱۹۸۳ کنار گذاشته شد، سه پیکربندی از ای‌آی‌دی‌سی ارائه شد:
- پیکربندی A مشابه اف-۵ ئی بود.
- پیکربندی B مشابه یوروفایتر تایفون و ساب گریپن بود.
- پیکربندی C مشابه اف-۱۵ بود.

در همان زمان، جنرال داینامیکس به‌طور موازی روی پیکربندی G کار کرد. در نهایت G-4 انتخاب شد، اما با بسیاری از ویژگی‌های پیکربندی C-2 هماهنگ شد. در این مدت، این پروژه به نام "جنگنده دفاع سبک وزن" نامگذاری شد. در سال ۱۹۸۵، طراحی مفهومی پیکربندی به طراحی مقدماتی اس‌ئی-۱ تبدیل شد. در پایان سال ۱۹۸۵، شرکت توسعه صنایع هوافضا (ای‌آی‌دی‌سی) تصمیم گرفت تا از مرحله نمونه اولیه صرف نظر نموده و مستقیماً به توسعه مقیاس کامل بپردازد تا زمان را کاهش داده و در هزینه صرفه جویی نماید. نام این پروژه دوباره به "جنگنده دفاعی بومی" تغییر یافت. چهار فروند هواپیما شامل سه فروند تک سرنشینه و یک فروند دو سرنشینه ساخته شد.

#### تیِن لِی:سامانه‌های الکترونیک هوانوردی (اویونیک)

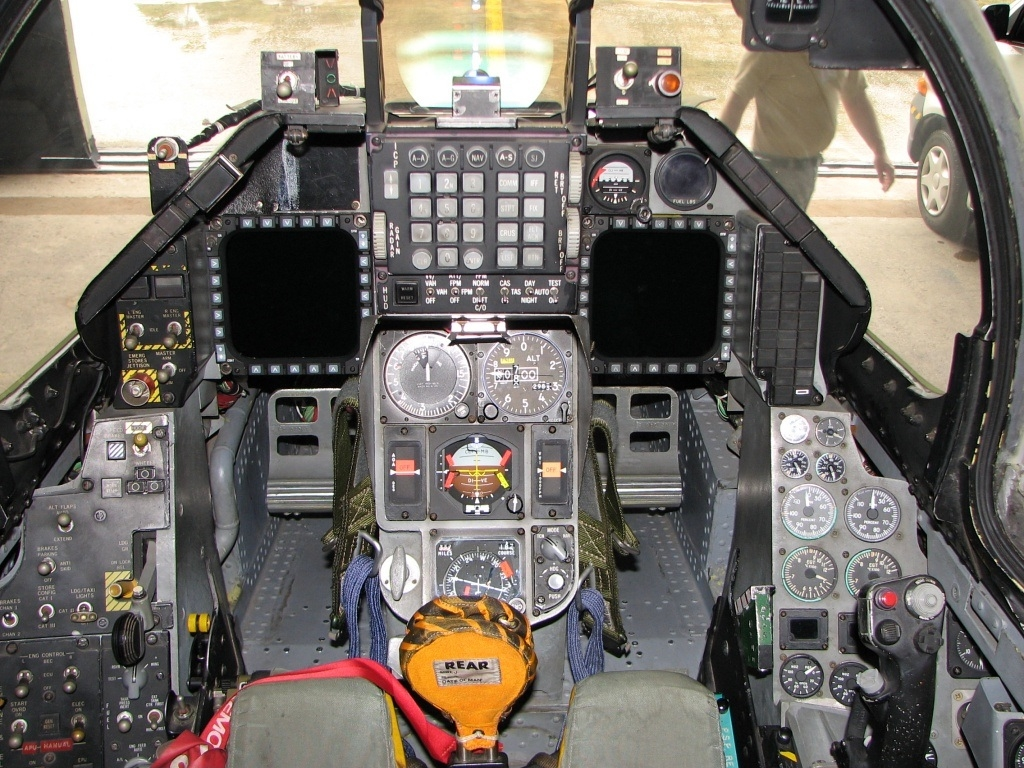
اتاقک خلبان جنگنده اف-سی‌کی-۱ آی

آی‌دی‌اف مجهز به رادار چند حالته تک پالسی از نوع پالس داپلر جی‌دی-۵۳ گُلدن‌دراگون(به انگلیسی: GD-53 Golden Dragon) است که بر اساس رادار باند ایکس جنرال الکتریک ای‌آن/ای‌پی‌جی-۶۷ که برای جنگنده اف-۲۰ تایگرشارک توسعه یافته است و در عین حال برخی از اجزا و فناوری‌های آن با رادار ای‌ان/ای‌پی‌جی ۶۶ که در جنگنده اف -۱۶ای مشترک بوده، دارای یک آنتن بزرگتر از آنتن مورد استفاده در اف-۲۰، می‌باشد. این انطباقات باعث شد که قابلیت نگاه به پایین و شلیک به پایین رادار جی‌دی-۵۳ در مقایسه با ای آن/ای‌پی‌جی-۶۷ اصلی بسیار افزایش یافته و به قابلیت‌های رادار ای‌ان/ای‌پی‌جی ۶۶ نزدیک شد. این رادار می‌تواند به‌طور همزمان ۱۰ هدف را ردیابی نموده و با دو هدف از ۱۰ هدف ردیابی شده با موشک‌های هوا به هوا با رادارجستجوگر فعال تی‌سی-۲ درگیر شود.
این طراحی ذاتاً در اوج پرواز، ناپایدار است، بنابراین جنگنده دفاعی بومی (ای.دی. اف) یک سیستم کنترل مدرن سه‌گانه اضافی با کنترل کامل
 پرواز به سیم را در خود جای داده است. سامانه‌های اویونیک مبتنی بر ساختار ماژولار با دو گذرگاه داده دیجیتال اضافی ام‌ای‌ال-اس‌تی‌دی-۱۵۵۳بی بود. سامانه ناوبری اینرسیایی (آی‌ان‌اس) هانی‌ول اچ۴۲۳، سامانه راداری هشدار دهنده (RHAWS) تی‌دبلیو-۹۵،
صفحه‌نمایش جلو-سری بندیکس-کینگ نیز برای این هواپیما انتخاب شدند.

#### تیِن چیِن: موشک‌ها
پروژه تیِن چیِن (شمشیر آسمان) مؤسسه ملی علم و فناوری چونگ-شانCSIST کمی مستقل‌تر بود، زیرا به‌عنوان توسعه‌ای برای همه هواپیماهای نیروی هوایی تایوان و نه فقط جنگنده دفاعی بومی (ای.دی. اف)در نظر گرفته می‌شد. تین چین ۱ (تی-سی-۱ (TC-1)) یک موشک هوا به هوا
با سامانه آشیانه‌یابی فروسرخ کوتاه برد با پیکربندی خارجی شبیه به ایم-۹ سایدوایندر است، در حالی که تین چین ۲ (تی-سی-۲ (TC-2)) یک موشک هوا به هوا با سامانه آشیانه‌یابی راداری فعال فراتر از برد بصری است.
اولین شلیک آزمایشی موشک تی-سی-۱ توسط یک فروند اف-۵ئی در آوریل ۱۰۸۶ انجام شد و یک پهپاد هدف بیچ را با موفقیت منهدم نمود. تولید اولیه تی-سی-۱ در سال ۱۹۸۹ آغاز شد و در سال ۱۹۹۱ وارد خدمت شد. هر دو موشک‌های هوا به هوای ایم-۹ و تی-سی-۱ در جنگنده دفاعی بومی (ای.دی. اف) مورد استفاده عملیاتی قرار گرفتند.
اعتقاد بر این است که مؤسسه ملی علم و فناوری چونگ-شانCSIST با موتورولا و ریتیان در توسعه سامانه جستجوگر فعال تین چین ۲ (تی-سی-۲ (TC-2)) همکاری کرده است، که اعتقاد بر این است که بر اساس طراحی سامانه جستجوگری که آنها که برای ایم-۱۲۰ آمرام پیشنهاد نموده بودند، ساخته شده است. ۴۰ موشک پیش تولید تین چین ۲ (تی-سی-۲ (TC-2)) قبل از سال ۱۹۹۵ تولید شد و تنها موشک‌های فراتر از برد بصری بود که نیروی هوایی تایوان در طی بحران موشکی تنگه تایوان در سالهای ۱۹۹۵–۱۹۹۶ در اختیار داشت. بیش از ۲۰۰ عدد موشک تین چین ۲ (تی-سی-۲ (TC-2)) تولیدی در ابتدا برنامه‌ریزی شده بود.

## کاربران
تایوان
- نیروی هوایی جمهوری چین (تایوان) – ۱۳۷ فروند، شامل ۶ نمونه اولیه.[۵]

## مشخصات (اف-سی‌کی-۱ ای)
داده‌ها از GlobalSecurity.org Milavia, TaiwanAirPower.org
ویژگی‌های عمومی
- خدمه: ۱
- طول: ۱۴٫۲۱ متر (۴۶ فوت ۷ اینچ)
- پهنای بال: ۹ متر (۲۹ فوت ۶ اینچ)
- ارتفاع: ۴٫۴۲ متر (۱۴ فوت ۶ اینچ)
- مساحت بال‌ها: ۲۴٫۲ متر مربع (۲۶۰ فوت مربع)
- وزن خالی: ۶٬۴۸۶ کیلوگرم (۱۴٬۲۹۹ پوند)
- وزن ناخالص: ۹٬۰۷۲ کیلوگرم (۲۰٬۰۰۰ پوند)
- بیشترین وزن برخاست: ۱۲٬۲۴۷ کیلوگرم (۲۷٬۰۰۰ پوند)
- پیشرانه: ۲ عدد توربوفن هانی ول/ای تی ایی سی اف۱۲۵-جی ای-۱۰۰, ۲۷ کیلونیوتن (۶٬۱۰۰ پوند-نیرو) thrust  در هر موتور dry, ۴۲٫۱ کیلونیوتن (۹٬۵۰۰ پوند-نیرو) با پس‌سوز

عملکرد
- حداکثر سرعت: ۱٫۸ (۱٬۳۷۹ مایل بر ساعت، ۲٬۲۲۰ کیلومتر بر ساعت)'"`UNIQ--ref-۰۰۰۰۰۰۱F-QINU`"' ماخ
- بُرد: ۱٬۱۰۰ کیلومتر (۶۸۰ مایل، ۵۹۰ مایل دریایی)
- حداکثر ارتفاع: ۱۶٬۸۰۰ متر (۵۵٬۱۰۰ فوت)
- نیرو/وزن: 0.946(clean)/0.701(maximum load)

تسلیحات

- اسلحه‌ها: یک قبضه توپ گاتلینگ-۶ لول ۲۰ میلی‌متری ام۶۱ والکان
- موشک‌ها: 

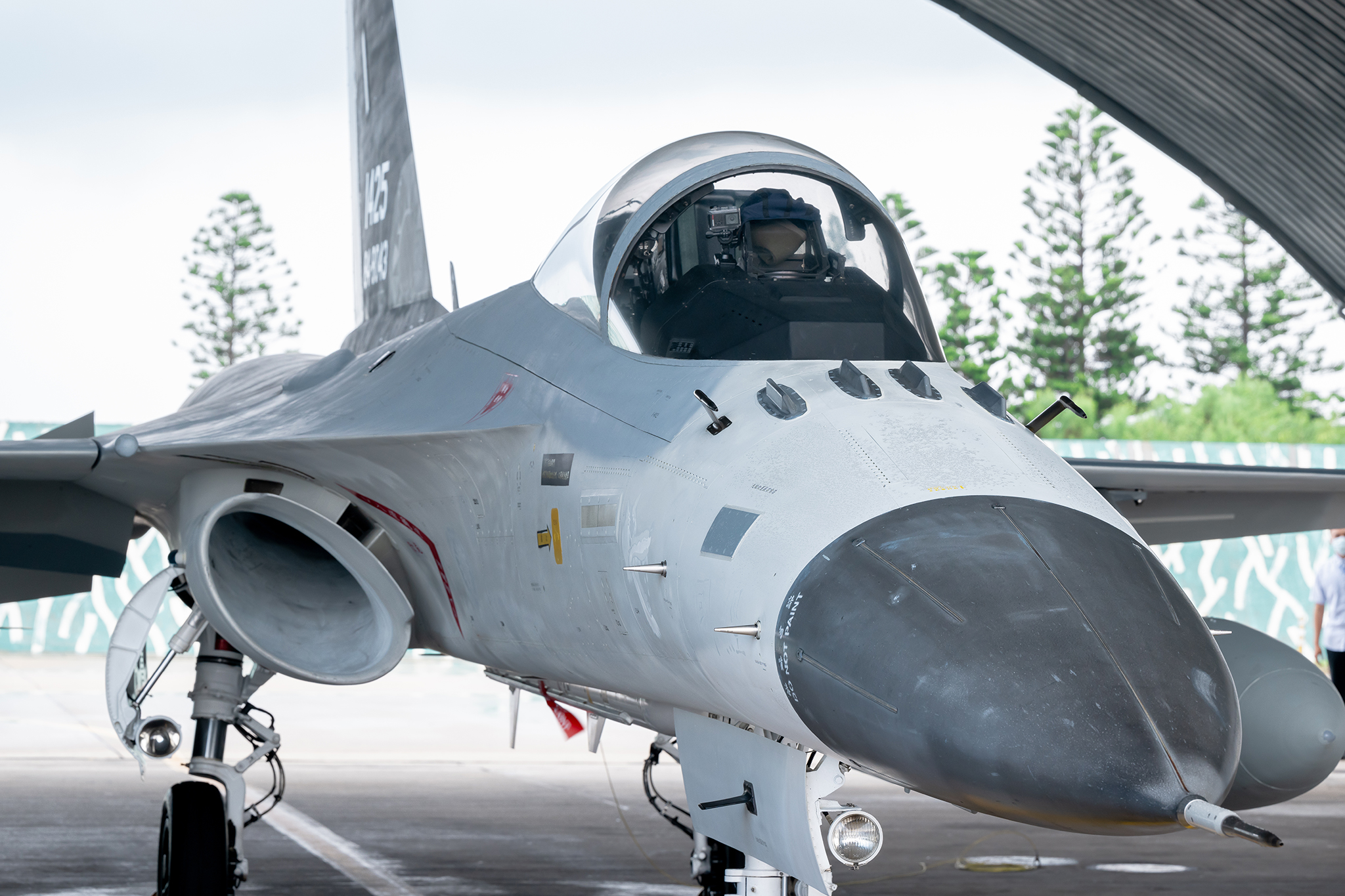
نمای روبرویی ازاف-سی‌کی-۱

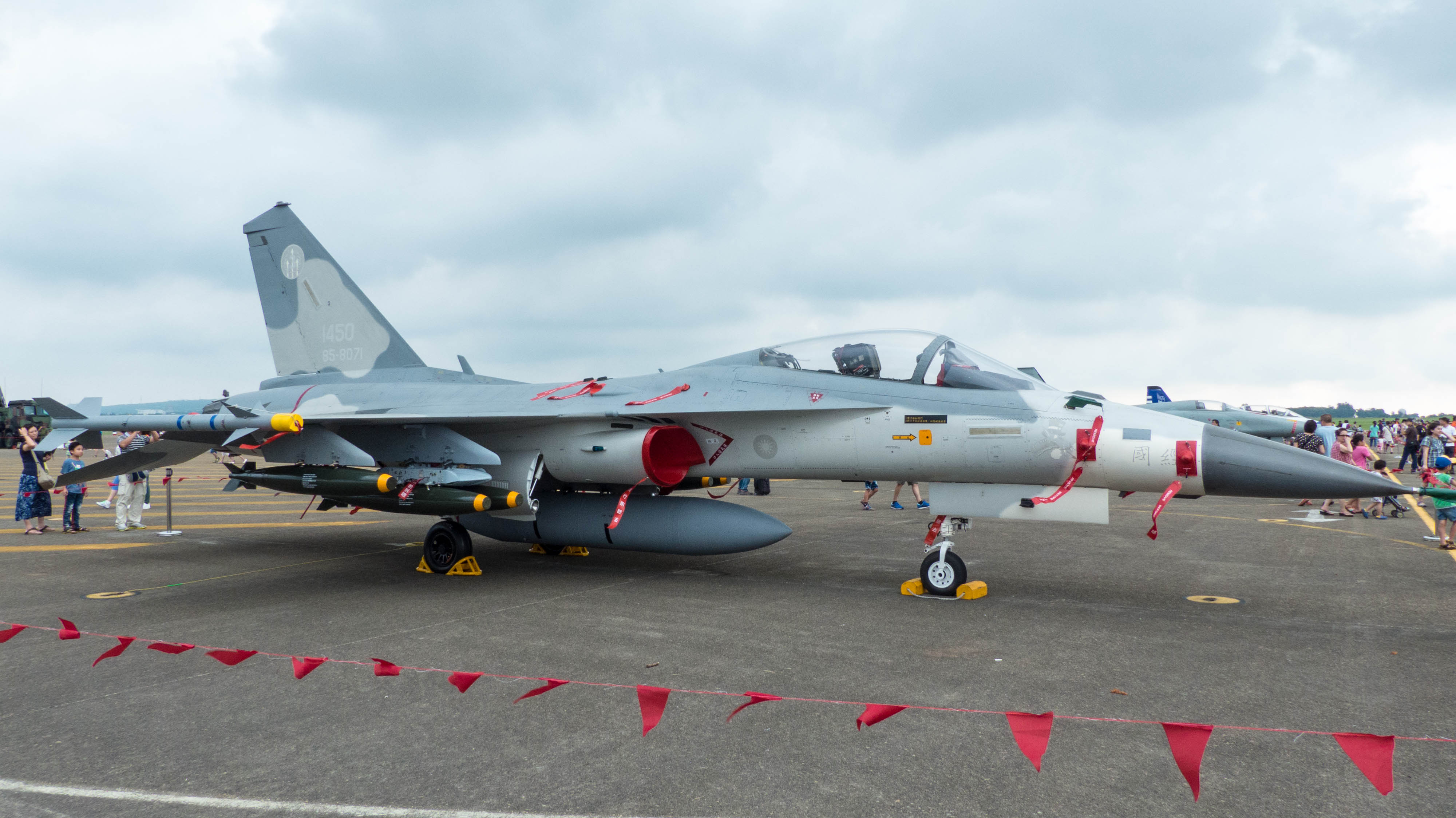
آی‌دی‌اف اف-سی‌کی-۱ ای مجهز به بمب در حال نمایش در پایگاه هوایی چینگ چوان کانگ

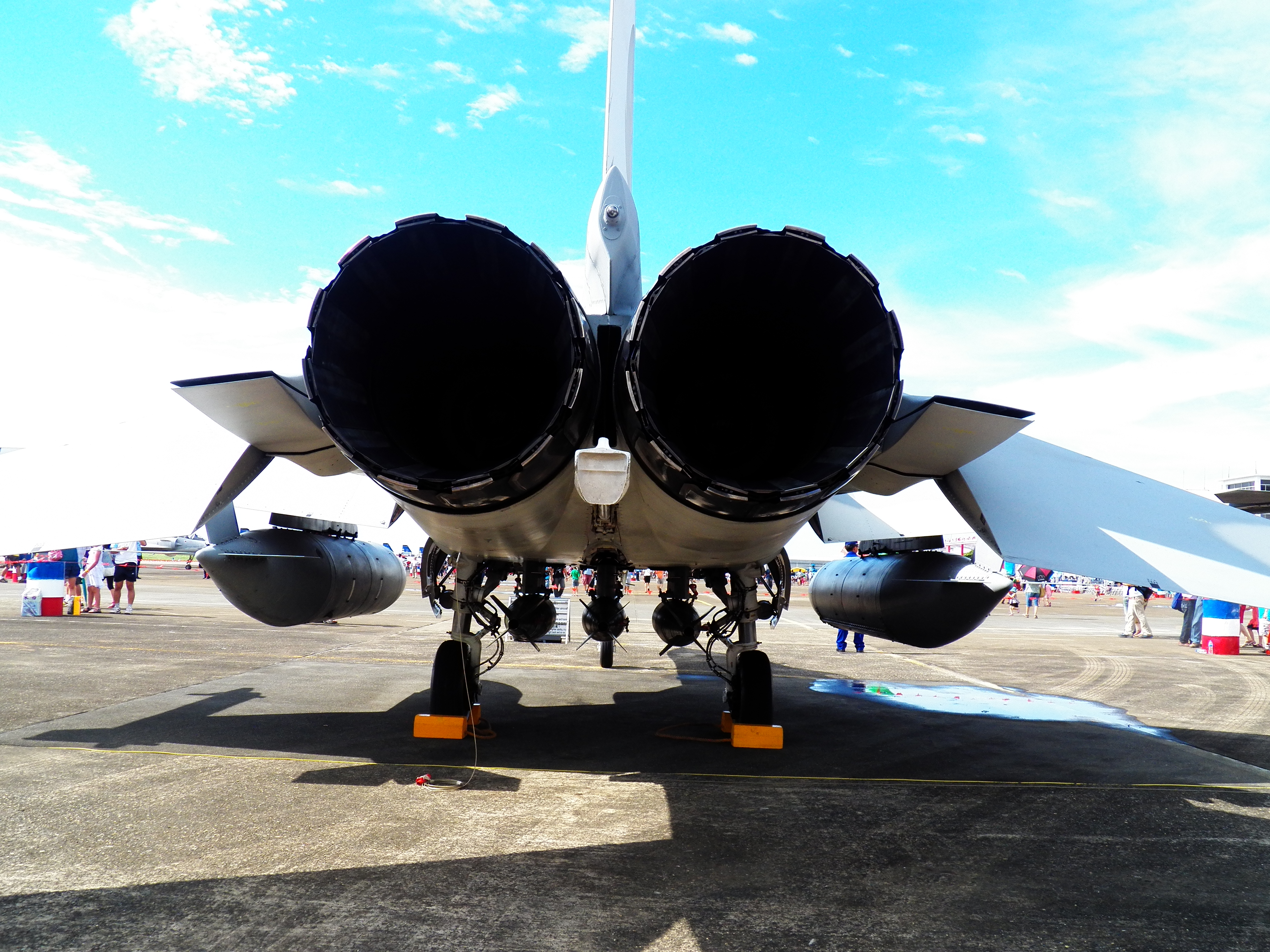
نمایی از خروجی‌های موتور(آی‌دی‌اف) اف-سی‌کی-۱ ای و جنگ‌افزارهای نصب شده به هواپیما

  - ۴ موشک هوا به هوا با هدایت گرمایی اسکای سورد ۱
  - ۴ موشک هوا به هوا فراتر از برد بصری اسکای سورد ۲
  - ۴ موشک هوا به هوا با هدایت گرمایی ایم-۹ سایدوایندر
  - ۴ موشک هوابه‌سطح ای‌جی‌ام-۶۵ ماوریک
  - ۲ موشک ضدکشتی هسیونگ فنگ ۲
  - ۲ موشک کروز ضد سطح وان چی ین
- بمب‌ها: 

  - ۱۰ بمب هدایت ناپذیر از نوع مارک ۸۲
  - ۱۰ بمب خوشه‌ای از نوع ام‌کی۲۰ روکای ۲
  - ۳ بمب هدایت ناپذیر از نوع مارک ۸۴

اویونیکس

- رادار: ۱ دستگاه دوپلر پالس جی. دی-۵۳ باند ایکس (مشتق شده از رادار ای‌ان/ای‌پی‌جی-۶۷ (وی) ساخت جنرال الکتریک)
- محدوده مؤثر اسکن:
  - جستجو به بالا : ۵۷ کیلومتر (۳۵ مایل)
  - جستجو به پائین: ۳۹ کیلومتر (۲۴ مایل)